# زاوية القصور وقصر سيدي الخضري
زاوية القصور وقصر سيدي الخضري هما زوج من المزارع المهدّمة في الجبل الأخضر جنوب شرق المرج في برقة، ليبيا، بالقرب من قصر جاب الله.

## وصف
تقع زاوية القصور وقصر سيدي الخضري في واد خصب تصطف على جانبيه بيوت المزارع المحصنة الواقعة على أرض مرتفعة. في ستينيات القرن الماضي، كانت زاوية القصور نفسها "قلعة مهيبة" على تلة، ولكن منذ ذلك الحين استُوعبت بالكامل في مزرعة حديثة ولم يتبق منها سوى عدد قليل من المباني.
وعلى بعد ثلاثمائة متر إلى الجنوب يوجد مبنى ثانٍ يسمى قصر سيدي الخضري. كان المبنى عبارة عن مزرعة من طابقين محاط بفناء صغير، مبني من حجارة البناء. حُفِظَ على جدران الطابق الأرضي والجزء السفلي من الطابق العلوي. وحُفِظَ كذلك على أقواس مداخل الطابق الأرضي. ويوجد بين الطابقين سلسلة بارز، كما هو الحال في قصر الوشيش وقصر الزعروره، ويوجد على الجانب الشمالي والغربي من المبنى خندق منحوت في الصخور. ويعود تاريخ البناء إلى العصر البيزنطي، كما يظهر من طراز البناء ووجود الصليب المنحوت في أحد الجدران. وفي العصر الحديث، أصبح الهيكل مقبرة للولي الصوفي سيدي الخضري. مصيرها بعد الحرب غير معروف.

## روابط خارجية
- زاوية القصور. معجم التراث الليبي/ أرشيف SLS.
- قصر سيدي الخضري. معجم التراث الليبي/ أرشيف SLS.

## المرجع
1. 1 2  كينريك، فيليب م. (2013). برقة. لندن: مطبعة سيلفيوم. ص. 113–114. ISBN:9781900971140.